# 宇宙への序曲
『宇宙への序曲』（うちゅうへのじょきょく 原題：Prelude to Space）は、イギリス生まれの作家アーサー・C・クラークが書いたSF小説である。彼の初めての長編小説で、1951年にワールド・エディション社から刊行されている。

## 概要
本作品は第一部、第二部、第三部およびエピローグの4部構成である。
すでに人類は月に飛翔体を送り込み、人間の地球周回飛行も成功させていた。そんな時代において、月面へ人間を到達させるための宇宙船「プロメテウス号」の建造から打ち上げまでと、それを取り巻く人々の悲喜こもごもの状況が描かれている。

## プロメテウス号
本作品の骨子を成すのが、新型宇宙船「プロメテウス号」である。これは3年前からオーストラリアの砂漠地帯で建造が進められていた。この宇宙船は「アルファ」と「ベータ」の2つの船体から構成され、月へ行くのが正真正銘のロケット船アルファで、ベータは原子力推進ブースターと地球帰還船の役割を持っている。ベータが空身のアルファを背負うかたちで打ち上げられ、地球周回軌道まで到着する。そこで予め打ち上げてあったロケット燃料をアルファに補給し、同船は月に向かう。ベータはそこで待機する。月から戻ったアルファから乗員はベータに移乗し、同船は大気圏に突入して地球へ帰還する。残されたアルファは次の宇宙計画が実行されるまで、無人のまま周回軌道を回り続ける。再びベータが乗員を乗せて軌道に到着したら、アルファに燃料を補給して目的地に向かうという方式である。
プロメテウス号の打ち上げについても、垂直式の発射台は使わない。長さ5マイルのレール式電気カタパルトで加速し、ジャンプするように上空に向けて飛び出したところでベータに点火するのである。

## 書誌情報
『宇宙への序曲』 山高昭訳 ハヤカワ文庫 SF965 1992年3月 ISBN 4-15-010965-6